# Kvalifikacije za Svetsko prvenstvo u fudbalu 2022 — AFK drugi krug
Drugo kolo kvalifikacija Azijske fudbalske konfederacije za Fifino svetsko prvenstvo 2022. godine, koje je ujedno služilo i kao drugo kolo kvalifikacija za azijski kup Azijske fudbalske konfederacije 2023. godine, igra se od 6. do 11. juna 2019. godine.

## Format
Ukupno je 40 timova bilo izvučeno u osam grupa od po pet igrača koji su igrali domaće i gostujuće mečeve. Ovaj broj uključuje i 34 tima (timovi rangirani od 1 do 34 na listi učesnika Azijske fudbalske konfederacije, AFK) koji su se oprostili od ovog kruga i šest pobednika iz prvog kruga.
Osam pobednika u grupi i četiri najbolja vicešampiona plasiraće se u treći krug. Ako Katar, domaćin Svetskog kupa, pobedi u svojoj grupi ili završi kao jedna od četiri najbolje drugoplasirane ekipe, mesto u trećem kolu dobiće peta najbolje drugoplasirana ekipa.
Utakmice u ovom kolu takođe su deo kvalifikacija za azijski Kup Azijske fudbalske konfederacije 2023. godine. Dvanaest timova koji se plasiraju u treće kolo kvalifikacija za Fifin svetski kup automatski će se kvalifikovati za AFK kup 2023. godine. Dvadeset četiri ekipe (šesnaest koje napreduju direktno i osam koje napreduju iz dodatnog kruga plej-ofa) igraće u trećem kolu kvalifikacija za AFK Azijski kup da bi odlučile o preostalih 12 timova. Ukupno, na Azijskom kupu AFK-a 2023. nastupiće 24 tima.

## Žreb
Izvlačenje prvog kruga održano je  17. jula 2019 godine u 17.00 MST (UTC+8), u fudbalskoj kući Azijske fudbalske konfederacije u Kuala Lumpuru, u Maleziji.
Žreb je organizovan po uzoru na Fifinoj svetskoj rang listi iz aprila 2019. godine (prikazano u zagradama dole).
Napomena: Boldirani tim plasirao se u trećikrug.
| Šešir 1 | Šešir 2 | Šešir 3 | Šešir 4 | Šešir 5 |
| --- | --- | --- | --- | --- |
| 1. Иран (20) 2. Јапан (28) 3. Јужна Кореја (37) 4. Аустралија (43) 5. Катар (55) 6. УАЕ (67) 7. Саудијска Арабија (69) 8. Кина (73) | 1. Ирак (77) 2. Узбекистан (82) 3. Сирија (85) 4. Оман (86) 5. Либан (86) 6. Киргистан (95) 7. Вијетнам (96) 8. Јордан (98) | 1. Палестина (100) 2. Индија (101) 3. Бахреин (110) 4. Тајланд (116) 5. Таџикистан (120) 6. Северна Кореја (122) 7. Кинески Тајпеј (125) 8. Филипини (126) | 1. Туркменистан (135) 2. Myanmar (138) 3. Хонгконг (141) 4. Јемен (144) 5. Авганистан (149) 6. Малдиви (151) 7. Кувајт (156) 8. Малезија (159)† | 1. Индонезија (160) 2. Сингапур (162) 3. Непал (165) 4. Камбоџа (169)† 5. Бангладеш (183)† 6. Монголија (187)† 7. Гвам (190)† 8. Шри Ланка (201)† |

† Pobednici prvog kruga.

## Grupe

### Grupa A
| Pos | Тим      | О | П | Н | И | ГД | ГП | ГР  | Бод. | Qualification                                                 |  | Сирија                                                                                   | Кина | Филипини                                                                                | Малдиви                                                                                  | Гвам                                                                                    |
| --- | -------- | - | - | - | - | -- | -- | --- | ---- | ------------------------------------------------------------- |  | ---------------------------------------------------------------------------------------- | ---- | --------------------------------------------------------------------------------------- | ---------------------------------------------------------------------------------------- | --------------------------------------------------------------------------------------- |
| 1   | Сирија   | 5 | 5 | 0 | 0 | 14 | 4  | +10 | 15   | Third round and Asian Cup                                     |  | —                                                                                        | 2–1  | 1–0                                                                                     | 2–1                                                                                      | 4–0                                                                                     |
| 2   | Кина     | 5 | 3 | 1 | 1 | 20 | 2  | +18 | 10   | Third round and Asian Cup or Asian Cup qualifying third round |  | [[Kvalifikacije za Svetsko prvenstvo u fudbalu 2022 — AFK drugi krug#CHN v SYR\|15 Jun]] | —    | [[Kvalifikacije za Svetsko prvenstvo u fudbalu 2022 — AFK drugi krug#CHN v PHI\|9 Jun]] | [[Kvalifikacije za Svetsko prvenstvo u fudbalu 2022 — AFK drugi krug#CHN v MDV\|3 Jun]]  | 7–0                                                                                     |
| 3   | Филипини | 5 | 2 | 1 | 2 | 8  | 8  | 0   | 7    | Asian Cup qualifying third round                              |  | 2–5                                                                                      | 0–0  | —                                                                                       | [[Kvalifikacije za Svetsko prvenstvo u fudbalu 2022 — AFK drugi krug#PHI v MDV\|15 Jun]] | [[Kvalifikacije za Svetsko prvenstvo u fudbalu 2022 — AFK drugi krug#PHI v GUM\|3 Jun]] |
| 4   | Малдиви  | 5 | 2 | 0 | 3 | 6  | 10 | −4  | 6    | Asian Cup qualifying third round or play-off round            |  | [[Kvalifikacije za Svetsko prvenstvo u fudbalu 2022 — AFK drugi krug#MDV v SYR\|11 Jun]] | 0–5  | 1–2                                                                                     | —                                                                                        | 3–1                                                                                     |
| 5   | Гвам     | 6 | 0 | 0 | 6 | 2  | 26 | −24 | 0    | Asian Cup qualifying play-off round                           |  | [[Kvalifikacije za Svetsko prvenstvo u fudbalu 2022 — AFK drugi krug#GUM v SYR\|7 Jun]]  | 0–7  | 1–4                                                                                     | 0–1                                                                                      | —                                                                                       |

| Гвам | 0–1                            | Малдиви      |
| ---- | ------------------------------ | ------------ |
|      | Izveštaj (FIFA) Izveštaj (AFK) | - Mahude 27’ |

| Филипини                  | 2–5                            | Сирија                                                                 |
| ------------------------- | ------------------------------ | ---------------------------------------------------------------------- |
| - Patinjo 6’ - Mi. Ot 83’ | Izveštaj (FIFA) Izveštaj (AFK) | - Al Somah 14’, 55’ - Mobajed 30’ - Al-Katib 48’ (пен.) - Al-Mavas 85’ |

| Гвам               | 1–4                            | Филипини                                          |
| ------------------ | ------------------------------ | ------------------------------------------------- |
| - Lopez 67’ (пен.) | Izveštaj (FIFA) Izveštaj (AFK) | - Girado 7’ - Rajhelt 12’ - Šrek 71’ - Štraus 81’ |

| Малдиви | 0–5                            | Кина                                                                       |
| ------- | ------------------------------ | -------------------------------------------------------------------------- |
|         | Izveštaj (FIFA) Izveštaj (AFK) | - Vu Ksi 34’ - Vu Li 45’ - Jang Sju 64’ (пен.) - Elkeson 83’ (пен.), 90+1’ |

| Кина                                                                     | 7–0                            | Гвам |
| ------------------------------------------------------------------------ | ------------------------------ | ---- |
| - Jang Ksi 6’, 19’, 24’, 31’ - Jang Sju 17’ - Vu Ksi 45+1’ - Elkeson 75’ | Izveštaj (FIFA) Izveštaj (AFK) |      |

| Сирија              | 2–1                            | Малдиви     |
| ------------------- | ------------------------------ | ----------- |
| - Al Somah 26’, 60’ | Izveštaj (FIFA) Izveštaj (AFK) | - Ašfak 70’ |

| Филипини | 0–0                            | Кина |
| -------- | ------------------------------ | ---- |
|          | Izveštaj (FIFA) Izveštaj (AFK) |      |

| Сирија                                   | 4–0                            | Гвам |
| ---------------------------------------- | ------------------------------ | ---- |
| - Al Somah 3’, 44’, 83’ - Al-Mavas 90+3’ | Izveštaj (FIFA) Izveštaj (AFK) |      |

| Малдиви           | 1–2                            | Филипини                  |
| ----------------- | ------------------------------ | ------------------------- |
| - N. Hassan 90+3’ | Izveštaj (FIFA) Izveštaj (AFK) | - Ramsay 52’ - Strauß 68’ |

| Сирија                                | 2–1                            | Кина         |
| ------------------------------------- | ------------------------------ | ------------ |
| - Omari 19’ - Zhang Linpeng 76’ (аг.) | Izveštaj (FIFA) Izveštaj (AFK) | - Wu Lei 30’ |

| Малдиви                                        | 3–1                            | Гвам         |
| ---------------------------------------------- | ------------------------------ | ------------ |
| - Samoh 23’ - T. Niklo 38’ (аг.) - Ašfak 90+1’ | Izveštaj (FIFA) Izveštaj (AFK) | - Matkin 49’ |

| Сирија          | 1–0                            | Филипини |
| --------------- | ------------------------------ | -------- |
| - Al Salama 23’ | Izveštaj (FIFA) Izveštaj (AFK) |          |

| Гвам | 0–7                            | Кина                                                                                 |
| ---- | ------------------------------ | ------------------------------------------------------------------------------------ |
|      | Izveštaj (FIFA) Izveštaj (AFK) | - Wu Lei 20’ (пен.), 55’ - Jin Jingdao 39’ - Wu Xi 61’ - Elkeson 65’ - Alan 83’, 87’ |

| Филипини | v                              | Гвам |
| -------- | ------------------------------ | ---- |
|          | Izveštaj (FIFA) Izveštaj (AFK) |      |

| Кина | v                              | Малдиви |
| ---- | ------------------------------ | ------- |
|      | Izveštaj (FIFA) Izveštaj (AFK) |         |

| Малдиви | v                              | Сирија |
| ------- | ------------------------------ | ------ |
|         | Izveštaj (FIFA) Izveštaj (AFK) |        |

| Кина | v                              | Филипини |
| ---- | ------------------------------ | -------- |
|      | Izveštaj (FIFA) Izveštaj (AFK) |          |

| Гвам | v                              | Сирија |
| ---- | ------------------------------ | ------ |
|      | Izveštaj (FIFA) Izveštaj (AFK) |        |

| Филипини | v                              | Малдиви |
| -------- | ------------------------------ | ------- |
|          | Izveštaj (FIFA) Izveštaj (AFK) |         |

| Кина | v                              | Сирија |
| ---- | ------------------------------ | ------ |
|      | Izveštaj (FIFA) Izveštaj (AFK) |        |

### Grupa B
| Pos | Тим            | О | П | Н | И | ГД | ГП | ГР  | Бод. | Qualification                                                 |  | Аустралија                                                                               | Кувајт                                                                                   | Јордан                                                                                   | Непал | Кинески Тајпеј                                                                          |
| --- | -------------- | - | - | - | - | -- | -- | --- | ---- | ------------------------------------------------------------- |  | ---------------------------------------------------------------------------------------- | ---------------------------------------------------------------------------------------- | ---------------------------------------------------------------------------------------- | ----- | --------------------------------------------------------------------------------------- |
| 1   | Аустралија     | 4 | 4 | 0 | 0 | 16 | 1  | +15 | 12   | Third round and Asian Cup                                     |  | —                                                                                        | [[Kvalifikacije za Svetsko prvenstvo u fudbalu 2022 — AFK drugi krug#AUS v KUW\|3 Jun]]  | [[Kvalifikacije za Svetsko prvenstvo u fudbalu 2022 — AFK drugi krug#AUS v JOR\|15 Jun]] | 5–0   | [[Kvalifikacije za Svetsko prvenstvo u fudbalu 2022 — AFK drugi krug#AUS v TPE\|7 Jun]] |
| 2   | Кувајт         | 5 | 3 | 1 | 1 | 17 | 3  | +14 | 10   | Third round and Asian Cup or Asian Cup qualifying third round |  | 0–3                                                                                      | —                                                                                        | [[Kvalifikacije za Svetsko prvenstvo u fudbalu 2022 — AFK drugi krug#KUW v JOR\|11 Jun]] | 7–0   | 9–0                                                                                     |
| 3   | Јордан         | 5 | 3 | 1 | 1 | 10 | 2  | +8  | 10   | Asian Cup qualifying third round                              |  | 0–1                                                                                      | 0–0                                                                                      | —                                                                                        | 3–0   | 5–0                                                                                     |
| 4   | Непал          | 5 | 1 | 0 | 4 | 2  | 16 | −14 | 3    | Asian Cup qualifying third round or play-off round            |  | [[Kvalifikacije za Svetsko prvenstvo u fudbalu 2022 — AFK drugi krug#NEP v AUS\|11 Jun]] | 0–1                                                                                      | [[Kvalifikacije za Svetsko prvenstvo u fudbalu 2022 — AFK drugi krug#NEP v JOR\|7 Jun]]  | —     | [[Kvalifikacije za Svetsko prvenstvo u fudbalu 2022 — AFK drugi krug#NEP v TPE\|3 Jun]] |
| 5   | Кинески Тајпеј | 5 | 0 | 0 | 5 | 2  | 25 | −23 | 0    | Asian Cup qualifying play-off round                           |  | 1–7                                                                                      | [[Kvalifikacije za Svetsko prvenstvo u fudbalu 2022 — AFK drugi krug#TPE v KUW\|15 Jun]] | 1–2                                                                                      | 0–2   | —                                                                                       |

| Кинески Тајпеј     | 1–2                            | Јордан                   |
| ------------------ | ------------------------------ | ------------------------ |
| - Wen Chih-hao 81’ | Izveštaj (FIFA) Izveštaj (AFK) | - Faisal 19’ - Samir 37’ |

| Кувајт                                                                                            | 7–0                            | Непал |
| ------------------------------------------------------------------------------------------------- | ------------------------------ | ----- |
| - Nasser 6’, 50’ - Al Hajeri 13’ - Mawei 59’ - Al-Mutawa 67’ - Abujabarah 90+4’ - Al-Musawi 90+7’ | Izveštaj (FIFA) Izveštaj (AFK) |       |

| Кинески Тајпеј | 0–2                            | Непал           |
| -------------- | ------------------------------ | --------------- |
|                | Izveštaj (FIFA) Izveštaj (AFK) | - Bista 4’, 62’ |

| Кувајт | 0–3                            | Аустралија                  |
| ------ | ------------------------------ | --------------------------- |
|        | Izveštaj (FIFA) Izveštaj (AFK) | - Leckie 7’, 30’ - Mooy 38’ |

| Аустралија                                 | 5–0                            | Непал |
| ------------------------------------------ | ------------------------------ | ----- |
| - Maclaren 6’, 19’, 90’ - Souttar 23’, 59’ | Izveštaj (FIFA) Izveštaj (AFK) |       |

| Јордан | 0–0                            | Кувајт |
| ------ | ------------------------------ | ------ |
|        | Izveštaj (FIFA) Izveštaj (AFK) |        |

| Кинески Тајпеј    | 1–7                            | Аустралија                                                             |
| ----------------- | ------------------------------ | ---------------------------------------------------------------------- |
| - Chen Yi-wei 21’ | Izveštaj (FIFA) Izveštaj (AFK) | - Taggart 12’, 19’ - Irvine 34’, 37’ - Souttar 73’, 89’ - Maclaren 84’ |

| Јордан                                          | 3–0                            | Непал |
| ----------------------------------------------- | ------------------------------ | ----- |
| - Shelbaieh 56’ (пен.) - Ersan 78’ - Faisal 88’ | Izveštaj (FIFA) Izveštaj (AFK) |       |

| Кувајт | 9–0                            | Кинески Тајпеј |
| --- | ------------------------------ | -------------- |
| - Nasser 22’, 59’ - Al Ansari 42’ - Al-Faneeni 49’ - Al-Mutawa 55’ - Zayid 62’ - Al-Khaldi 73’ - Chen Wei-chuan 77’ (аг.) - Ajab 81’ | Izveštaj (FIFA) Izveštaj (AFK) |                |

| Јордан | 0–1                            | Аустралија    |
| ------ | ------------------------------ | ------------- |
|        | Izveštaj (FIFA) Izveštaj (AFK) | - Taggart 13’ |

| Непал | 0–1                            | Кувајт          |
| ----- | ------------------------------ | --------------- |
|       | Izveštaj (FIFA) Izveštaj (AFK) | - Al-Mutawa 28’ |

| Јордан                                                        | 5–0                            | Кинески Тајпеј |
| ------------------------------------------------------------- | ------------------------------ | -------------- |
| - Faisal 4’, 75’ - Ersan 25’ - Al-Ajalin 43’ - Al-Dardour 62’ | Izveštaj (FIFA) Izveštaj (AFK) |                |

| Аустралија | v                              | Кувајт |
| ---------- | ------------------------------ | ------ |
|            | Izveštaj (FIFA) Izveštaj (AFK) |        |

| Непал | v                              | Кинески Тајпеј |
| ----- | ------------------------------ | -------------- |
|       | Izveštaj (FIFA) Izveštaj (AFK) |                |

| Аустралија | v                              | Кинески Тајпеј |
| ---------- | ------------------------------ | -------------- |
|            | Izveštaj (FIFA) Izveštaj (AFK) |                |

| Непал | v                              | Јордан |
| ----- | ------------------------------ | ------ |
|       | Izveštaj (FIFA) Izveštaj (AFK) |        |

| Кувајт | v                              | Јордан |
| ------ | ------------------------------ | ------ |
|        | Izveštaj (FIFA) Izveštaj (AFK) |        |

| Непал | v                              | Аустралија |
| ----- | ------------------------------ | ---------- |
|       | Izveštaj (FIFA) Izveštaj (AFK) |            |

| Аустралија | v                              | Јордан |
| ---------- | ------------------------------ | ------ |
|            | Izveštaj (FIFA) Izveštaj (AFK) |        |

| Кинески Тајпеј | v                              | Кувајт |
| -------------- | ------------------------------ | ------ |
|                | Izveštaj (FIFA) Izveštaj (AFK) |        |

### Grupa C
| Pos | Тим      | О | П | Н | И | ГД | ГП | ГР  | Бод. | Qualification                                                 |  | Ирак                                                                                     | Бахреин                                                                                 | Иран                                                                                     | Хонгконг                                                                                 | Камбоџа                                                                                 |
| --- | -------- | - | - | - | - | -- | -- | --- | ---- | ------------------------------------------------------------- |  | ---------------------------------------------------------------------------------------- | --------------------------------------------------------------------------------------- | ---------------------------------------------------------------------------------------- | ---------------------------------------------------------------------------------------- | --------------------------------------------------------------------------------------- |
| 1   | Ирак     | 5 | 3 | 2 | 0 | 9  | 2  | +7  | 11   | Third round and Asian Cup                                     |  | —                                                                                        | 0–0                                                                                     | 2–1                                                                                      | 2–0                                                                                      | [[Kvalifikacije za Svetsko prvenstvo u fudbalu 2022 — AFK drugi krug#IRQ v CAM\|7 Jun]] |
| 2   | Бахреин  | 5 | 2 | 3 | 0 | 3  | 1  | +2  | 9    | Third round and Asian Cup or Asian Cup qualifying third round |  | 1–1                                                                                      | —                                                                                       | 1–0                                                                                      | [[Kvalifikacije za Svetsko prvenstvo u fudbalu 2022 — AFK drugi krug#BHR v HKG\|15 Jun]] | [[Kvalifikacije za Svetsko prvenstvo u fudbalu 2022 — AFK drugi krug#BHR v CAM\|3 Jun]] |
| 3   | Иран     | 4 | 2 | 0 | 2 | 17 | 3  | +14 | 6    | Asian Cup qualifying third round                              |  | [[Kvalifikacije za Svetsko prvenstvo u fudbalu 2022 — AFK drugi krug#IRN v IRQ\|15 Jun]] | [[Kvalifikacije za Svetsko prvenstvo u fudbalu 2022 — AFK drugi krug#IRN v BHR\|7 Jun]] | —                                                                                        | [[Kvalifikacije za Svetsko prvenstvo u fudbalu 2022 — AFK drugi krug#IRN v HKG\|3 Jun]]  | 14–0                                                                                    |
| 4   | Хонгконг | 5 | 1 | 2 | 2 | 3  | 5  | −2  | 5    | Asian Cup qualifying third round or play-off round            |  | [[Kvalifikacije za Svetsko prvenstvo u fudbalu 2022 — AFK drugi krug#HKG v IRQ\|11 Jun]] | 0–0                                                                                     | 0–2                                                                                      | —                                                                                        | 2–0                                                                                     |
| 5   | Камбоџа  | 5 | 0 | 1 | 4 | 1  | 22 | −21 | 1    | Asian Cup qualifying play-off round                           |  | 0–4                                                                                      | 0–1                                                                                     | [[Kvalifikacije za Svetsko prvenstvo u fudbalu 2022 — AFK drugi krug#CAM v IRN\|11 Jun]] | 1–1                                                                                      | —                                                                                       |

| Камбоџа   | 1–1                            | Хонгконг           |
| --------- | ------------------------------ | ------------------ |
| - Keo 33’ | Izveštaj (FIFA) Izveštaj (AFK) | - Tan Chun Lok 16’ |

| Бахреин       | 1–1                            | Ирак         |
| ------------- | ------------------------------ | ------------ |
| - Al Aswad 9’ | Izveštaj (FIFA) Izveštaj (AFK) | - M. Ali 85’ |

| Камбоџа | 0–1                            | Бахреин        |
| ------- | ------------------------------ | -------------- |
|         | Izveštaj (FIFA) Izveštaj (AFK) | - Al Aswad 78’ |

| Хонгконг | 0–2                            | Иран                          |
| -------- | ------------------------------ | ----------------------------- |
|          | Izveštaj (FIFA) Izveštaj (AFK) | - Azmoun 23’ - Ansarifard 54’ |

| Иран | 14–0                           | Камбоџа |
| --- | ------------------------------ | ------- |
| - Nourollahi 5’ - Azmoun 11’, 35’, 44’ - Kanaanizadegan 18’ - Soeuy 22’ (аг.) - Ansarifard 40’, 48’, 60’, 88’ - Taremi 54’ - Mohebi 65’, 67’ - Me. Mohammadi 85’ | Izveštaj (FIFA) Izveštaj (AFK) |         |

| Ирак                            | 2–0                            | Хонгконг |
| ------------------------------- | ------------------------------ | -------- |
| - M. Ali 37’ - Adnan 79’ (пен.) | Izveštaj (FIFA) Izveštaj (AFK) |          |

| Камбоџа | 0–4                            | Ирак                                                 |
| ------- | ------------------------------ | ---------------------------------------------------- |
|         | Izveštaj (FIFA) Izveštaj (AFK) | - Bayesh 22’ - M. Ali 41’ - Attwan 57’ - Ibrahim 62’ |

| Бахреин                | 1–0                            | Иран |
| ---------------------- | ------------------------------ | ---- |
| - Al-Hardan 65’ (пен.) | Izveštaj (FIFA) Izveštaj (AFK) |      |

| Хонгконг | 0–0                            | Бахреин |
| -------- | ------------------------------ | ------- |
|          | Izveštaj (FIFA) Izveštaj (AFK) |         |

| Ирак                       | 2–1                            | Иран             |
| -------------------------- | ------------------------------ | ---------------- |
| - M. Ali 11’ - Abbas 90+2’ | Izveštaj (FIFA) Izveštaj (AFK) | - Nourollahi 25’ |

| Хонгконг               | 2–0                            | Камбоџа |
| ---------------------- | ------------------------------ | ------- |
| - Ha 20’ - Roberto 83’ | Izveštaj (FIFA) Izveštaj (AFK) |         |

| Ирак | 0–0                            | Бахреин |
| ---- | ------------------------------ | ------- |
|      | Izveštaj (FIFA) Izveštaj (AFK) |         |

| Иран | v                              | Хонгконг |
| ---- | ------------------------------ | -------- |
|      | Izveštaj (FIFA) Izveštaj (AFK) |          |

| Бахреин | v                              | Камбоџа |
| ------- | ------------------------------ | ------- |
|         | Izveštaj (FIFA) Izveštaj (AFK) |         |

| Иран | v                              | Бахреин |
| ---- | ------------------------------ | ------- |
|      | Izveštaj (FIFA) Izveštaj (AFK) |         |

| Ирак | v                              | Камбоџа |
| ---- | ------------------------------ | ------- |
|      | Izveštaj (FIFA) Izveštaj (AFK) |         |

| Камбоџа | v                              | Иран |
| ------- | ------------------------------ | ---- |
|         | Izveštaj (FIFA) Izveštaj (AFK) |      |

| Хонгконг | v                              | Ирак |
| -------- | ------------------------------ | ---- |
|          | Izveštaj (FIFA) Izveštaj (AFK) |      |

| Иран | v                              | Ирак |
| ---- | ------------------------------ | ---- |
|      | Izveštaj (FIFA) Izveštaj (AFK) |      |

| Бахреин | v                              | Хонгконг |
| ------- | ------------------------------ | -------- |
|         | Izveštaj (FIFA) Izveštaj (AFK) |          |

### Grupa D
| Pos | Тим               | О | П | Н | И | ГД | ГП | ГР | Бод. | Qualification                                                 |  | Саудијска Арабија                                                                        | Узбекистан                                                                               | Сингапур                                                                                | Јемен                                                                                    | Држава Палестина |
| --- | ----------------- | - | - | - | - | -- | -- | -- | ---- | ------------------------------------------------------------- |  | ---------------------------------------------------------------------------------------- | ---------------------------------------------------------------------------------------- | --------------------------------------------------------------------------------------- | ---------------------------------------------------------------------------------------- | ---------------- |
| 1   | Саудијска Арабија | 5 | 3 | 2 | 0 | 13 | 4  | +9 | 11   | Third round and Asian Cup                                     |  | —                                                                                        | [[Kvalifikacije za Svetsko prvenstvo u fudbalu 2022 — AFK drugi krug#KSA v UZB\|15 Jun]] | 3–0                                                                                     | [[Kvalifikacije za Svetsko prvenstvo u fudbalu 2022 — AFK drugi krug#KSA v YEM\|3 Jun]]  | 5–0              |
| 2   | Узбекистан        | 5 | 3 | 0 | 2 | 12 | 6  | +6 | 9    | Third round and Asian Cup or Asian Cup qualifying third round |  | 2–3                                                                                      | —                                                                                        | [[Kvalifikacije za Svetsko prvenstvo u fudbalu 2022 — AFK drugi krug#UZB v SIN\|7 Jun]] | 5–0                                                                                      | 2–0              |
| 3   | Сингапур          | 5 | 2 | 1 | 2 | 7  | 10 | −3 | 7    | Asian Cup qualifying third round                              |  | [[Kvalifikacije za Svetsko prvenstvo u fudbalu 2022 — AFK drugi krug#SIN v KSA\|11 Jun]] | 1–3                                                                                      | —                                                                                       | 2–2                                                                                      | 2–1              |
| 4   | Јемен             | 5 | 1 | 2 | 2 | 6  | 11 | −5 | 5    | Asian Cup qualifying third round or play-off round            |  | 2–2                                                                                      | [[Kvalifikacije za Svetsko prvenstvo u fudbalu 2022 — AFK drugi krug#YEM v UZB\|11 Jun]] | 1–2                                                                                     | —                                                                                        | 1–0              |
| 5   | Палестина         | 6 | 1 | 1 | 4 | 3  | 10 | −7 | 4    | Asian Cup qualifying play-off round                           |  | 0–0                                                                                      | 2–0                                                                                      | [[Kvalifikacije za Svetsko prvenstvo u fudbalu 2022 — AFK drugi krug#PLE v SIN\|3 Jun]] | [[Kvalifikacije za Svetsko prvenstvo u fudbalu 2022 — AFK drugi krug#PLE v YEM\|15 Jun]] | —                |

| Сингапур                 | 2–2                            | Јемен                        |
| ------------------------ | ------------------------------ | ---------------------------- |
| - Ikhsan 27’ - Faris 52’ | Izveštaj (FIFA) Izveštaj (AFK) | - Al-Matari 34’ - Qarawi 45’ |

| Палестина                  | 2–0                            | Узбекистан |
| -------------------------- | ------------------------------ | ---------- |
| - Dabbagh 60’ - Batran 85’ | Izveštaj (FIFA) Izveštaj (AFK) |            |

| Сингапур                  | 2–1                            | Палестина   |
| ------------------------- | ------------------------------ | ----------- |
| - Shakir 3’ - Safuwan 38’ | Izveštaj (FIFA) Izveštaj (AFK) | - Hamed 13’ |

| Јемен                     | 2–2                            | Саудијска Арабија              |
| ------------------------- | ------------------------------ | ------------------------------ |
| - Qarawi 8’ - Al-Dahi 37’ | Izveštaj (FIFA) Izveštaj (AFK) | - Bahebri 23’ - Al-Dawsari 48’ |

| Узбекистан                                                                          | 5–0                            | Јемен |
| ----------------------------------------------------------------------------------- | ------------------------------ | ----- |
| - Kodirkulov 3’ - Shomurodov 33’ - Iskanderov 53’ - Tukhtakhujaev 72’ - Sergeev 90’ | Izveštaj (FIFA) Izveštaj (AFK) |       |

| Саудијска Арабија                | 3–0                            | Сингапур |
| -------------------------------- | ------------------------------ | -------- |
| - Asiri 28’, 67’ - Al-Hamdan 61’ | Izveštaj (FIFA) Izveštaj (AFK) |          |

| Сингапур       | 1–3                            | Узбекистан                            |
| -------------- | ------------------------------ | ------------------------------------- |
| - Ikhsan 45+1’ | Izveštaj (FIFA) Izveštaj (AFK) | - Ahmedov 15’ - Shomurodov 51’, 90+2’ |

| Палестина | 0–0                            | Саудијска Арабија |
| --------- | ------------------------------ | ----------------- |
|           | Izveštaj (FIFA) Izveštaj (AFK) |                   |

| Узбекистан                             | 2–3                            | Саудијска Арабија                           |
| -------------------------------------- | ------------------------------ | ------------------------------------------- |
| - Shomurodov 16’ - Shukurov 56’ (пен.) | Izveštaj (FIFA) Izveštaj (AFK) | - Al-Faraj 23’ (пен.), 85’ - Al-Dawsari 89’ |

| Јемен         | 1–0                            | Палестина |
| ------------- | ------------------------------ | --------- |
| - Al-Dahi 54’ | Izveštaj (FIFA) Izveštaj (AFK) |           |

| Узбекистан            | 2–0                            | Палестина |
| --------------------- | ------------------------------ | --------- |
| - Shomurodov 18’, 58’ | Izveštaj (FIFA) Izveštaj (AFK) |           |

| Јемен             | 1–2                            | Сингапур                 |
| ----------------- | ------------------------------ | ------------------------ |
| - Al-Gahwashi 85’ | Izveštaj (FIFA) Izveštaj (AFK) | - Ikhsan 19’ - Hafiz 52’ |

| Саудијска Арабија                                                                   | 5–0                            | Палестина |
| ----------------------------------------------------------------------------------- | ------------------------------ | --------- |
| - Al-Shahrani 37’ - Al-Muwallad 43’ - Al-Shehri 52’, 58’ - S. Al-Dawsari 88’ (пен.) | Izveštaj (FIFA) Izveštaj (AFK) |           |

| Палестина | v                              | Сингапур |
| --------- | ------------------------------ | -------- |
|           | Izveštaj (FIFA) Izveštaj (AFK) |          |

| Саудијска Арабија | v                              | Јемен |
| ----------------- | ------------------------------ | ----- |
|                   | Izveštaj (FIFA) Izveštaj (AFK) |       |

| Узбекистан | v                              | Сингапур |
| ---------- | ------------------------------ | -------- |
|            | Izveštaj (FIFA) Izveštaj (AFK) |          |

| Јемен | v                              | Узбекистан |
| ----- | ------------------------------ | ---------- |
|       | Izveštaj (FIFA) Izveštaj (AFK) |            |

| Сингапур | v                              | Саудијска Арабија |
| -------- | ------------------------------ | ----------------- |
|          | Izveštaj (FIFA) Izveštaj (AFK) |                   |

| Саудијска Арабија | v                              | Узбекистан |
| ----------------- | ------------------------------ | ---------- |
|                   | Izveštaj (FIFA) Izveštaj (AFK) |            |

| Палестина | v                              | Јемен |
| --------- | ------------------------------ | ----- |
|           | Izveštaj (FIFA) Izveštaj (AFK) |       |

### Grupa E
| Pos | Тим        | О | П | Н | И | ГД | ГП | ГР  | Бод. | Qualification                                                 |  | Катар                                                                                   | Оман                                                                                     | Авганистан                                                                               | Индија                                                                                  | Бангладеш |
| --- | ---------- | - | - | - | - | -- | -- | --- | ---- | ------------------------------------------------------------- |  | --------------------------------------------------------------------------------------- | ---------------------------------------------------------------------------------------- | ---------------------------------------------------------------------------------------- | --------------------------------------------------------------------------------------- | --------- |
| 1   | Катар      | 6 | 5 | 1 | 0 | 16 | 1  | +15 | 16   | Third round and Asian Cup                                     |  | —                                                                                       | 2–1                                                                                      | 6–0                                                                                      | 0–0                                                                                     | 5–0       |
| 2   | Оман       | 5 | 4 | 0 | 1 | 11 | 4  | +7  | 12   | Third round and Asian Cup or Asian Cup qualifying third round |  | [[Kvalifikacije za Svetsko prvenstvo u fudbalu 2022 — AFK drugi krug#OMA v QAT\|7 Jun]] | —                                                                                        | 3–0                                                                                      | 1–0                                                                                     | 4–1       |
| 3   | Авганистан | 5 | 1 | 1 | 3 | 2  | 11 | −9  | 4    | Asian Cup qualifying third round                              |  | 0–1                                                                                     | [[Kvalifikacije za Svetsko prvenstvo u fudbalu 2022 — AFK drugi krug#AFG v OMA\|11 Jun]] | —                                                                                        | 1–1                                                                                     | 1–0       |
| 4   | Индија     | 5 | 0 | 3 | 2 | 3  | 5  | −2  | 3    | Asian Cup qualifying third round or play-off round            |  | [[Kvalifikacije za Svetsko prvenstvo u fudbalu 2022 — AFK drugi krug#IND v QAT\|3 Jun]] | 1–2                                                                                      | [[Kvalifikacije za Svetsko prvenstvo u fudbalu 2022 — AFK drugi krug#IND v AFG\|15 Jun]] | —                                                                                       | 1–1       |
| 5   | Бангладеш  | 5 | 0 | 1 | 4 | 2  | 13 | −11 | 1    | Asian Cup qualifying play-off round                           |  | 0–2                                                                                     | [[Kvalifikacije za Svetsko prvenstvo u fudbalu 2022 — AFK drugi krug#BAN v OMA\|15 Jun]] | [[Kvalifikacije za Svetsko prvenstvo u fudbalu 2022 — AFK drugi krug#BAN v AFG\|3 Jun]]  | [[Kvalifikacije za Svetsko prvenstvo u fudbalu 2022 — AFK drugi krug#BAN v IND\|7 Jun]] | —         |

The group spots of Qatar and Bangladesh were swapped due to Qatar's planned participation in the 2020 Copa América. The tournament was later deferred (becoming the 2021 Copa América), and eventually Qatar withdrew from it.
| Индија        | 1–2                            | Оман                |
| ------------- | ------------------------------ | ------------------- |
| - Chhetri 24’ | Izveštaj (FIFA) Izveštaj (AFK) | - Al-Alawi 82’, 90’ |

| Катар                                                            | 6–0                            | Авганистан |
| ---------------------------------------------------------------- | ------------------------------ | ---------- |
| - A. Ali 4’, 10’, 51’ - Al-Haydos 13’ - Hassan 34’ - Khoukhi 67’ | Izveštaj (FIFA) Izveštaj (AFK) |            |

| Авганистан | 1–0                            | Бангладеш |
| ---------- | ------------------------------ | --------- |
| - Noor 27’ | Izveštaj (FIFA) Izveštaj (AFK) |           |

| Катар | 0–0                            | Индија |
| ----- | ------------------------------ | ------ |
|       | Izveštaj (FIFA) Izveštaj (AFK) |        |

| Бангладеш | 0–2                            | Катар                           |
| --------- | ------------------------------ | ------------------------------- |
|           | Izveštaj (FIFA) Izveštaj (AFK) | - Abdurisag 28’ - Boudiaf 90+2’ |

| Оман                                           | 3–0                            | Авганистан |
| ---------------------------------------------- | ------------------------------ | ---------- |
| - Al-Muqbali 27’, 38’ - Al-Ghassani 61’ (пен.) | Izveštaj (FIFA) Izveštaj (AFK) |            |

| Индија     | 1–1                            | Бангладеш   |
| ---------- | ------------------------------ | ----------- |
| - Khan 88’ | Izveštaj (FIFA) Izveštaj (AFK) | - Uddin 42’ |

| Катар                   | 2–1                            | Оман              |
| ----------------------- | ------------------------------ | ----------------- |
| - Ak. Afif 2’ - Ali 71’ | Izveštaj (FIFA) Izveštaj (AFK) | - R. Al-Alawi 63’ |

| Авганистан     | 1–1                            | Индија          |
| -------------- | ------------------------------ | --------------- |
| - Nazary 45+1’ | Izveštaj (FIFA) Izveštaj (AFK) | - Doungel 90+3’ |

| Оман                                                                | 4–1                            | Бангладеш   |
| ------------------------------------------------------------------- | ------------------------------ | ----------- |
| - Al-Khaldi 48’ - R. Al-Alawi 68’ - A. Al-Alawi 78’ - Al-Hidi 90+1’ | Izveštaj (FIFA) Izveštaj (AFK) | - Ahmed 81’ |

| Авганистан | 0–1                            | Катар             |
| ---------- | ------------------------------ | ----------------- |
|            | Izveštaj (FIFA) Izveštaj (AFK) | - Afif 76’ (пен.) |

| Оман              | 1–0                            | Индија |
| ----------------- | ------------------------------ | ------ |
| - Al-Ghassani 33’ | Izveštaj (FIFA) Izveštaj (AFK) |        |

| Катар                                              | 5–0                            | Бангладеш |
| -------------------------------------------------- | ------------------------------ | --------- |
| - Hatem 9’ - Afif 33’, 90+2’ - Ali 72’ (пен.), 78’ | Izveštaj (FIFA) Izveštaj (AFK) |           |

| Бангладеш | v                              | Авганистан |
| --------- | ------------------------------ | ---------- |
|           | Izveštaj (FIFA) Izveštaj (AFK) |            |

| Индија | v                              | Катар |
| ------ | ------------------------------ | ----- |
|        | Izveštaj (FIFA) Izveštaj (AFK) |       |

| Бангладеш | v                              | Индија |
| --------- | ------------------------------ | ------ |
|           | Izveštaj (FIFA) Izveštaj (AFK) |        |

| Оман | v                              | Катар |
| ---- | ------------------------------ | ----- |
|      | Izveštaj (FIFA) Izveštaj (AFK) |       |

| Авганистан | v                              | Оман |
| ---------- | ------------------------------ | ---- |
|            | Izveštaj (FIFA) Izveštaj (AFK) |      |

| Индија | v                              | Авганистан |
| ------ | ------------------------------ | ---------- |
|        | Izveštaj (FIFA) Izveštaj (AFK) |            |

| Бангладеш | v                              | Оман |
| --------- | ------------------------------ | ---- |
|           | Izveštaj (FIFA) Izveštaj (AFK) |      |

### Grupa F
| Pos | Тим        | О | П | Н | И | ГД | ГП | ГР  | Бод. | Qualification                                                 |  | Јапан | Таџикистан                                                                              | Киргистан                                                                                | Мјанмар                                                                                  | Монголија                                                                               |
| --- | ---------- | - | - | - | - | -- | -- | --- | ---- | ------------------------------------------------------------- |  | ----- | --------------------------------------------------------------------------------------- | ---------------------------------------------------------------------------------------- | ---------------------------------------------------------------------------------------- | --------------------------------------------------------------------------------------- |
| 1   | Јапан      | 6 | 6 | 0 | 0 | 37 | 0  | +37 | 18   | Third round and Asian Cup                                     |  | —     | [[Kvalifikacije za Svetsko prvenstvo u fudbalu 2022 — AFK drugi krug#JPN v TJK\|7 Jun]] | [[Kvalifikacije za Svetsko prvenstvo u fudbalu 2022 — AFK drugi krug#JPN v KGZ\|15 Jun]] | 10–0                                                                                     | 6–0                                                                                     |
| 2   | Таџикистан | 6 | 3 | 1 | 2 | 9  | 8  | +1  | 10   | Third round and Asian Cup or Asian Cup qualifying third round |  | 0–3   | —                                                                                       | 1–0                                                                                      | [[Kvalifikacije za Svetsko prvenstvo u fudbalu 2022 — AFK drugi krug#TJK v MYA\|15 Jun]] | 3–0                                                                                     |
| 3   | Киргистан  | 5 | 2 | 1 | 2 | 10 | 5  | +5  | 7    | Asian Cup qualifying third round                              |  | 0–2   | 1–1                                                                                     | —                                                                                        | 7–0                                                                                      | [[Kvalifikacije za Svetsko prvenstvo u fudbalu 2022 — AFK drugi krug#KGZ v MNG\|7 Jun]] |
| 4   | Myanmar    | 6 | 2 | 0 | 4 | 5  | 23 | −18 | 6    | Asian Cup qualifying third round or play-off round            |  | 0–2   | 4–3                                                                                     | [[Kvalifikacije za Svetsko prvenstvo u fudbalu 2022 — AFK drugi krug#MYA v KGZ\|11 Jun]] | —                                                                                        | 1–0                                                                                     |
| 5   | Монголија  | 7 | 1 | 0 | 6 | 2  | 27 | −25 | 3    | Asian Cup qualifying play-off round                           |  | 0–14  | 0–1                                                                                     | 1–2                                                                                      | 1–0                                                                                      | —                                                                                       |

| [[Фудбалска репрезентација Монголије {{{altlink2}}}\|Монголија]] | 1–0                            | Myanmar |
| ---------------------------------------------------------------- | ------------------------------ | ------- |
| - Amaraa 17’                                                     | Izveštaj (FIFA) Izveštaj (AFK) |         |

| Таџикистан         | 1–0                            | Киргистан |
| ------------------ | ------------------------------ | --------- |
| - A. Dzhalilov 41’ | Izveštaj (FIFA) Izveštaj (AFK) |           |

| [[Фудбалска репрезентација Монголије {{{altlink2}}}\|Монголија]] | 0–1                            | Таџикистан        |
| ---------------------------------------------------------------- | ------------------------------ | ----------------- |
|                                                                  | Izveštaj (FIFA) Izveštaj (AFK) | - D. Ergashev 81’ |

| Myanmar | 0–2                            | Јапан                         |
| ------- | ------------------------------ | ----------------------------- |
|         | Izveštaj (FIFA) Izveštaj (AFK) | - Nakajima 16’ - Minamino 26’ |

| Јапан                                                                           | 6–0                            | Монголија |
| ------------------------------------------------------------------------------- | ------------------------------ | --------- |
| - Minamino 22’ - Yoshida 29’ - Nagatomo 33’ - Nagai 40’ - Endo 57’ - Kamada 82’ | Izveštaj (FIFA) Izveštaj (AFK) |           |

| Киргистан                                                                       | 7–0                            | Myanmar |
| ------------------------------------------------------------------------------- | ------------------------------ | ------- |
| - Bernhardt 5’, 10’, 87’ (пен.) - Shukurov 20’, 71’ - Alykulov 26’ - Kichin 45’ | Izveštaj (FIFA) Izveštaj (AFK) |         |

| [[Фудбалска репрезентација Монголије {{{altlink2}}}\|Монголија]] | 1–2                            | Киргистан                    |
| ---------------------------------------------------------------- | ------------------------------ | ---------------------------- |
| - Tsedenbal 57’ (пен.)                                           | Izveštaj (FIFA) Izveštaj (AFK) | - Alykulov 13’ - Murzaev 42’ |

| Таџикистан | 0–3                            | Јапан                           |
| ---------- | ------------------------------ | ------------------------------- |
|            | Izveštaj (FIFA) Izveštaj (AFK) | - Minamino 53’, 55’ - Asano 82’ |

| Myanmar                                                        | 4–3                            | Таџикистан                                   |
| -------------------------------------------------------------- | ------------------------------ | -------------------------------------------- |
| - Suan Lam Mang 10’, 41’ - Aung Thu 48’ - Maung Maung Lwin 63’ | Izveštaj (FIFA) Izveštaj (AFK) | - M. Dzhalilov 36’ (пен.), 76’ - Vosiyev 57’ |

| Киргистан | 0–2                            | Јапан                                 |
| --------- | ------------------------------ | ------------------------------------- |
|           | Izveštaj (FIFA) Izveštaj (AFK) | - Minamino 41’ (пен.) - Haraguchi 54’ |

| Myanmar            | 1–0                            | Монголија |
| ------------------ | ------------------------------ | --------- |
| - Hlaing Bo Bo 17’ | Izveštaj (FIFA) Izveštaj (AFK) |           |

| Киргистан      | 1–1                            | Таџикистан     |
| -------------- | ------------------------------ | -------------- |
| - Kozubaev 83’ | Izveštaj (FIFA) Izveštaj (AFK) | - Ergashev 17’ |

| Таџикистан                                        | 3–0                            | Монголија |
| ------------------------------------------------- | ------------------------------ | --------- |
| - M. Dzhalilov 4’ - A. Dzhalilov 50’ - Samiev 87’ | Izveštaj (FIFA) Izveštaj (AFK) |           |

| [[Фудбалска репрезентација Монголије {{{altlink2}}}\|Монголија]] | 0–14                           | Јапан |
| ---------------------------------------------------------------- | ------------------------------ | --- |
|                                                                  | Izveštaj (FIFA) Izveštaj (AFK) | - Minamino 13’ - Osako 23’, 55’, 90+2’ - Kamada 26’ - Morita 33’ - Tuya 39’ (аг.) - Inagaki 68’, 90+3’ - Ito 73’, 79’ - Furuhashi 78’, 87’ - Asano 90+1’ |

| Јапан                                                                                               | 10–0                           | Myanmar |
| --------------------------------------------------------------------------------------------------- | ------------------------------ | ------- |
| - Minamino 8’, 66’ - Osako 22’, 30’ (пен.), 36’, 49’, 88’ - Morita 57’ - Kamada 84’ - Itakura 90+1’ | Izveštaj (FIFA) Izveštaj (AFK) |         |

| Киргистан | v                              | Монголија |
| --------- | ------------------------------ | --------- |
|           | Izveštaj (FIFA) Izveštaj (AFK) |           |

| Јапан | v                              | Таџикистан |
| ----- | ------------------------------ | ---------- |
|       | Izveštaj (FIFA) Izveštaj (AFK) |            |

| Myanmar | v                              | Киргистан |
| ------- | ------------------------------ | --------- |
|         | Izveštaj (FIFA) Izveštaj (AFK) |           |

| Јапан | v                              | Киргистан |
| ----- | ------------------------------ | --------- |
|       | Izveštaj (FIFA) Izveštaj (AFK) |           |

| Таџикистан | v                              | Myanmar |
| ---------- | ------------------------------ | ------- |
|            | Izveštaj (FIFA) Izveštaj (AFK) |         |

### Grupa G
| Pos | Тим        | О | П | Н | И | ГД | ГП | ГР  | Бод. | Qualification                                                 |  | Вијетнам                                                                                 | Малезија                                                                                 | Тајланд                                                                                 | Уједињени Арапски Емирати                                                                | Индонезија                                                                              |
| --- | ---------- | - | - | - | - | -- | -- | --- | ---- | ------------------------------------------------------------- |  | ---------------------------------------------------------------------------------------- | ---------------------------------------------------------------------------------------- | --------------------------------------------------------------------------------------- | ---------------------------------------------------------------------------------------- | --------------------------------------------------------------------------------------- |
| 1   | Вијетнам   | 5 | 3 | 2 | 0 | 5  | 1  | +4  | 11   | Third round and Asian Cup                                     |  | —                                                                                        | 1–0                                                                                      | 0–0                                                                                     | 1–0                                                                                      | [[Kvalifikacije za Svetsko prvenstvo u fudbalu 2022 — AFK drugi krug#VIE v IDN\|7 Jun]] |
| 2   | Малезија   | 5 | 3 | 0 | 2 | 8  | 6  | +2  | 9    | Third round and Asian Cup or Asian Cup qualifying third round |  | [[Kvalifikacije za Svetsko prvenstvo u fudbalu 2022 — AFK drugi krug#MAS v VIE\|11 Jun]] | —                                                                                        | 2–1                                                                                     | 1–2                                                                                      | 2–0                                                                                     |
| 3   | Тајланд    | 5 | 2 | 2 | 1 | 6  | 3  | +3  | 8    | Asian Cup qualifying third round                              |  | 0–0                                                                                      | [[Kvalifikacije za Svetsko prvenstvo u fudbalu 2022 — AFK drugi krug#THA v MAS\|15 Jun]] | —                                                                                       | 2–1                                                                                      | [[Kvalifikacije za Svetsko prvenstvo u fudbalu 2022 — AFK drugi krug#THA v IDN\|3 Jun]] |
| 4   | УАЕ        | 4 | 2 | 0 | 2 | 8  | 4  | +4  | 6    | Asian Cup qualifying third round or play-off round            |  | [[Kvalifikacije za Svetsko prvenstvo u fudbalu 2022 — AFK drugi krug#UAE v VIE\|15 Jun]] | [[Kvalifikacije za Svetsko prvenstvo u fudbalu 2022 — AFK drugi krug#UAE v MAS\|3 Jun]]  | [[Kvalifikacije za Svetsko prvenstvo u fudbalu 2022 — AFK drugi krug#UAE v THA\|7 Jun]] | —                                                                                        | 5–0                                                                                     |
| 5   | Индонезија | 5 | 0 | 0 | 5 | 3  | 16 | −13 | 0    | Asian Cup qualifying play-off round                           |  | 1–3                                                                                      | 2–3                                                                                      | 0–3                                                                                     | [[Kvalifikacije za Svetsko prvenstvo u fudbalu 2022 — AFK drugi krug#IDN v UAE\|11 Jun]] | —                                                                                       |

| Тајланд | 0–0                            | Вијетнам |
| ------- | ------------------------------ | -------- |
|         | Izveštaj (FIFA) Izveštaj (AFK) |          |

| Индонезија      | 2–3                            | Малезија                          |
| --------------- | ------------------------------ | --------------------------------- |
| - Beto 11’, 38’ | Izveštaj (FIFA) Izveštaj (AFK) | - Sumareh 36’, 90+6’ - Syafiq 65’ |

| Индонезија | 0–3                            | Тајланд                                     |
| ---------- | ------------------------------ | ------------------------------------------- |
|            | Izveštaj (FIFA) Izveštaj (AFK) | - Supachok 55’, 71’ - Theerathon 65’ (пен.) |

| Малезија    | 1–2                            | УАЕ                 |
| ----------- | ------------------------------ | ------------------- |
| - Syafiq 1’ | Izveštaj (FIFA) Izveštaj (AFK) | - Mabkhout 43’, 75’ |

| Вијетнам               | 1–0                            | Малезија |
| ---------------------- | ------------------------------ | -------- |
| - Nguyễn Quang Hải 40’ | Izveštaj (FIFA) Izveštaj (AFK) |          |

| УАЕ                                                         | 5–0                            | Индонезија |
| ----------------------------------------------------------- | ------------------------------ | ---------- |
| - Ibrahim 40’ - Mabkhout 51’, 63’ (пен.), 72’ - Ahmed 90+3’ | Izveštaj (FIFA) Izveštaj (AFK) |            |

| Индонезија    | 1–3                            | Вијетнам                                                           |
| ------------- | ------------------------------ | ------------------------------------------------------------------ |
| - Bachdim 84’ | Izveštaj (FIFA) Izveštaj (AFK) | - Đỗ Duy Mạnh 26’ - Quế Ngọc Hải 55’ (пен.) - Nguyễn Tiến Linh 61’ |

| Тајланд                     | 2–1                            | УАЕ              |
| --------------------------- | ------------------------------ | ---------------- |
| - Teerasil 26’ - Ekanit 51’ | Izveštaj (FIFA) Izveštaj (AFK) | - Mabkhout 45+2’ |

| Малезија                | 2–1                            | Тајланд        |
| ----------------------- | ------------------------------ | -------------- |
| - Gan 26’ - Sumareh 57’ | Izveštaj (FIFA) Izveštaj (AFK) | - Chanathip 7’ |

| Вијетнам               | 1–0                            | УАЕ |
| ---------------------- | ------------------------------ | --- |
| - Nguyễn Tiến Linh 44’ | Izveštaj (FIFA) Izveštaj (AFK) |     |

| Малезија          | 2–0                            | Индонезија |
| ----------------- | ------------------------------ | ---------- |
| - Safawi 30’, 73’ | Izveštaj (FIFA) Izveštaj (AFK) |            |

| Вијетнам | 0–0                            | Тајланд |
| -------- | ------------------------------ | ------- |
|          | Izveštaj (FIFA) Izveštaj (AFK) |         |

| Тајланд | v                              | Индонезија |
| ------- | ------------------------------ | ---------- |
|         | Izveštaj (FIFA) Izveštaj (AFK) |            |

| УАЕ | v                              | Малезија |
| --- | ------------------------------ | -------- |
|     | Izveštaj (FIFA) Izveštaj (AFK) |          |

| УАЕ | v                              | Тајланд |
| --- | ------------------------------ | ------- |
|     | Izveštaj (FIFA) Izveštaj (AFK) |         |

| Вијетнам | v                              | Индонезија |
| -------- | ------------------------------ | ---------- |
|          | Izveštaj (FIFA) Izveštaj (AFK) |            |

| Индонезија | v                              | УАЕ |
| ---------- | ------------------------------ | --- |
|            | Izveštaj (FIFA) Izveštaj (AFK) |     |

| Малезија | v                              | Вијетнам |
| -------- | ------------------------------ | -------- |
|          | Izveštaj (FIFA) Izveštaj (AFK) |          |

| УАЕ | v                              | Вијетнам |
| --- | ------------------------------ | -------- |
|     | Izveštaj (FIFA) Izveštaj (AFK) |          |

| Тајланд | v                              | Малезија |
| ------- | ------------------------------ | -------- |
|         | Izveštaj (FIFA) Izveštaj (AFK) |          |

### Grupa H
North Korea withdrew from the qualifying round due to fears related to the COVID-19 pandemic.
Lua грешка: bad argument #1 to 'formatNum' (NaN).
| [[Фудбалска репрезентација Северне Кореје {{{altlink2}}}\|Северна Кореја]] | Voided (2–0)                   | Либан |
| -------------------------------------------------------------------------- | ------------------------------ | ----- |
| - Jong Il-gwan 7’, 56’                                                     | Izveštaj (FIFA) Izveštaj (AFK) |       |

| Шри Ланка | 0–2                            | Туркменистан                  |
| --------- | ------------------------------ | ----------------------------- |
|           | Izveštaj (FIFA) Izveštaj (AFK) | - Orazsähedow 8’ - Amanow 53’ |

| Туркменистан | 0–2                            | Јужна Кореја                          |
| ------------ | ------------------------------ | ------------------------------------- |
|              | Izveštaj (FIFA) Izveštaj (AFK) | - Na Sang-ho 13’ - Jung Woo-young 82’ |

| Шри Ланка | Voided (0–1)                   | Северна Кореја      |
| --------- | ------------------------------ | ------------------- |
|           | Izveštaj (FIFA) Izveštaj (AFK) | - Jang Kuk-chol 67’ |

| Јужна Кореја | 8–0                            | Шри Ланка |
| --- | ------------------------------ | --------- |
| - Son Heung-min 10’, 45+5’ (пен.) - Kim Shin-wook 17’, 30’, 54’, 64’ - Hwang Hee-chan 20’ - Kwon Chang-hoon 76’ | Izveštaj (FIFA) Izveštaj (AFK) |           |

| Либан                     | 2–1                            | Туркменистан       |
| ------------------------- | ------------------------------ | ------------------ |
| - El-Helwe 5’ - Matar 64’ | Izveštaj (FIFA) Izveštaj (AFK) | - Annadurdyýew 62’ |

| [[Фудбалска репрезентација Северне Кореје {{{altlink2}}}\|Северна Кореја]] | Voided (0–0)                   | Јужна Кореја |
| -------------------------------------------------------------------------- | ------------------------------ | ------------ |
|                                                                            | Izveštaj (FIFA) Izveštaj (AFK) |              |

| Шри Ланка | 0–3                            | Либан                                           |
| --------- | ------------------------------ | ----------------------------------------------- |
|           | Izveštaj (FIFA) Izveštaj (AFK) | - Maatouk 15’ (пен.) - El-Helwe 38’ (пен.), 81’ |

| Туркменистан                               | Voided (3–1)                   | Северна Кореја         |
| ------------------------------------------ | ------------------------------ | ---------------------- |
| - Titow 23’ - Amanow 73’ - Orazsähedow 88’ | Izveštaj (FIFA) Izveštaj (AFK) | - Han Kwang-song 90+3’ |

| Либан | 0–0                            | Јужна Кореја |
| ----- | ------------------------------ | ------------ |
|       | Izveštaj (FIFA) Izveštaj (AFK) |              |

| Туркменистан                   | 2–0                            | Шри Ланка |
| ------------------------------ | ------------------------------ | --------- |
| - Bašimov 44’ - Anadurdjev 59’ | Izveštaj (FIFA) Izveštaj (AFK) |           |

| Либан | Voided (0–0)                   | Северна Кореја |
| ----- | ------------------------------ | -------------- |
|       | Izveštaj (FIFA) Izveštaj (AFK) |                |

| [[Фудбалска репрезентација Северне Кореје {{{altlink2}}}\|Северна Кореја]] | Canceled                       | Шри Ланка |
| -------------------------------------------------------------------------- | ------------------------------ | --------- |
|                                                                            | Izveštaj (FIFA) Izveštaj (AFK) |           |

| Либан | v                              | Шри Ланка |
| ----- | ------------------------------ | --------- |
|       | Izveštaj (FIFA) Izveštaj (AFK) |           |

| Јужна Кореја | v                              | Туркменистан |
| ------------ | ------------------------------ | ------------ |
|              | Izveštaj (FIFA) Izveštaj (AFK) |              |

| Јужна Кореја | Canceled                       | Северна Кореја |
| ------------ | ------------------------------ | -------------- |
|              | Izveštaj (FIFA) Izveštaj (AFK) |                |

| Туркменистан | v                              | Либан |
| ------------ | ------------------------------ | ----- |
|              | Izveštaj (FIFA) Izveštaj (AFK) |       |

| Шри Ланка | v                              | Јужна Кореја |
| --------- | ------------------------------ | ------------ |
|           | Izveštaj (FIFA) Izveštaj (AFK) |              |

| Јужна Кореја | v                              | Либан |
| ------------ | ------------------------------ | ----- |
|              | Izveštaj (FIFA) Izveštaj (AFK) |       |

| [[Фудбалска репрезентација Северне Кореје {{{altlink2}}}\|Северна Кореја]] | Canceled                       | Туркменистан |
| -------------------------------------------------------------------------- | ------------------------------ | ------------ |
|                                                                            | Izveštaj (FIFA) Izveštaj (AFK) |              |

## Rangiranje drugoplasiranih timova
Grupa H sadrži samo četiri ekipe u poređenju sa pet timova u svim ostalim grupama nakon što je Severna Koreja odustala od takmičenja. Zbog toga se rezultati protiv petoplasirane ekipe nisu računali pri određivanju plasmana drugoplasiranih ekipa.
| Pos | Г | Тим        | О | П | Н | И | ГД | ГП | ГР | Бод. | Qualification                                                                      |
| --- | - | ---------- | - | - | - | - | -- | -- | -- | ---- | ---------------------------------------------------------------------------------- |
| 1   | E | Оман       | 4 | 3 | 0 | 1 | 7  | 3  | +4 | 9    | World Cup qualifying third round and Asian Cup                                     |
| 2   | B | Кувајт     | 4 | 2 | 1 | 1 | 8  | 3  | +5 | 7    | World Cup qualifying third round and Asian Cup                                     |
| 3   | H | Либан      | 3 | 2 | 1 | 0 | 5  | 1  | +4 | 7    | World Cup qualifying third round and Asian Cup                                     |
| 4   | D | Узбекистан | 3 | 2 | 0 | 1 | 10 | 4  | +6 | 6    | World Cup qualifying third round and Asian Cup                                     |
| 5   | C | Бахреин    | 4 | 1 | 3 | 0 | 2  | 1  | +1 | 6    | World Cup qualifying third round and Asian Cup or Asian Cup qualifying third round |
| 6   | A | Кина       | 3 | 1 | 1 | 1 | 6  | 2  | +4 | 4    | Asian Cup qualifying third round                                                   |
| 7   | F | Таџикистан | 4 | 1 | 1 | 2 | 5  | 8  | −3 | 4    | Asian Cup qualifying third round                                                   |
| 8   | G | Малезија   | 3 | 1 | 0 | 2 | 3  | 4  | −1 | 3    | Asian Cup qualifying third round                                                   |

## Rankiranje četvrtoplasiranih timova
Grupa H sadrži samo četiri ekipe u poređenju sa pet timova u svim ostalim grupama nakon što je Severna Koreja odustala od takmičenja. Zbog toga se rezultati protiv petoplasirane ekipe nisu računali pri određivanju plasmana četvrtoplasiranih ekipa
| Pos | Г | Тим       | О | П | Н | И | ГД | ГП | ГР  | Бод. | Qualification                       |
| --- | - | --------- | - | - | - | - | -- | -- | --- | ---- | ----------------------------------- |
| 1   | G | УАЕ       | 3 | 1 | 0 | 2 | 3  | 4  | −1  | 3    | Asian Cup qualifying third round    |
| 2   | F | Myanmar   | 4 | 1 | 0 | 3 | 4  | 22 | −18 | 3    | Asian Cup qualifying third round    |
| 3   | E | Индија    | 4 | 0 | 2 | 2 | 2  | 4  | −2  | 2    | Asian Cup qualifying third round    |
| 4   | D | Јемен     | 4 | 0 | 2 | 2 | 5  | 11 | −6  | 2    | Asian Cup qualifying third round    |
| 5   | C | Хонгконг  | 3 | 0 | 1 | 2 | 0  | 4  | −4  | 1    | Asian Cup qualifying play-off round |
| 6   | A | Малдиви   | 3 | 0 | 0 | 3 | 2  | 9  | −7  | 0    | Asian Cup qualifying play-off round |
| 7   | H | Шри Ланка | 4 | 0 | 0 | 4 | 0  | 15 | −15 | 0    | Asian Cup qualifying play-off round |
| 8   | B | Непал     | 4 | 0 | 0 | 4 | 0  | 16 | −16 | 0    | Asian Cup qualifying play-off round |

## Spoljašnje veze
- - Qualifiers – Asia Matches: Round 2[мртва веза], FIFA.com
- FIFA World Cup, the-AFC.com
- AFC Asian Cup, the-AFC.com
- Preliminary Joint Qualification 2022, stats.the-AFC.com